# Verticia indochinica
Verticia indochinica är en tvåvingeart som beskrevs av Hiromu Kurahashi och Chowanadisai 2001. Verticia indochinica ingår i släktet Verticia och familjen spyflugor.
Artens utbredningsområde är Vietnam. Inga underarter finns listade i Catalogue of Life.